# سلسلة مسننات
سلسلة المسننات أو سلسلة التروس (بالإنجليزية: Gear Train)‏هي نظام ميكانيكي مكون من عدة مسننات معشقة مع بعضها. يتم اختيار أبعاد هذه المسننات بحيث تتدحرج دائرتي التباعد لكل مسننين معشّقين الواحدة على الأخرى بدون أي انزلاق نسبي بينهما مما يسمح بنقل سلس للحركة الدورانية من مسنن إلى آخر. تعد علبة السرعة في السيارة وسلسلة مسننات ساعة اليد أحد اشهرالأمثلة المعروفة لسلاسل المسننات.
يمكن تتبع أقدم استخدام معروف للمسننات إلى آلة الأنتيكيثيرا الاغريقية في القرن الثاني قبل الميلاد وحتى في العربة التي تشير إلى الجنوب من التراث الصيني القديم في القرن الخامس قبل الميلاد. تجدر الإشارة إلى ان سلاسل المسننات ماهي الا نوع من أنواع نواقل الحركة.

## الربح الميكانيكي

سلسلة مسننات مكونة من مسننين. لاحظ اختلاف سرعة دوران المسننين نتيجة اختلاف قطريهما.

تصمم أسنان المسننات بحيث يكون عدد الأسنان على المسنن متناسبًا طرديًّا مع نصف قطر دائرة الخطوة، وهكذا تتدحرج دائرتا الخطوة للمسننين المتعشقين على بعضهما البعض دون انزلاق. يمكن حساب نسبة سرعة زوج من المسننات المتعشقة من نسبة قطري دائرتي الخطوة ونسبة عدد الأسنان على كل مسنن.
تكون السرعة v عند نقطة التماس على دائرتي الخطوة هي نفسها لكلا المسننين، وتعطى بالعلاقة:
{\displaystyle v=r_{A}\omega _{A}=r_{B}\omega _{B},\!}
حيث يتعشق مسنن الدخل A ذو نصف القطر rA والسرعة الزاوية ωA مع مسنن الخرج B ذي نصف القطر rB والسرعة الزاوية ωB. لذلك:
{\displaystyle {\frac {\omega _{A}}{\omega _{B}}}={\frac {r_{B}}{r_{A}}}={\frac {N_{B}}{N_{A}}}.}
حيث NA عدد الأسنان على مسنن الدخل وNB عدد الأسنان على مسنن الخرج.
يعطى الربح الميكانيكي لزوج المسننات المتعشقة حيث يكون لمسنن الدخل عدد أسنان يبلغ NA وعدد أسنان مسنن الخرج NB بالعلاقة:
{\displaystyle \mathrm {MA} ={\frac {N_{B}}{N_{A}}}.}
يظهر هذا أنه إذا كان لمسنن الخرج GB عدد أسنان أكثر من مسنن الدخل GA، فإن سلسلة المسننات تضخم عزم الدخل. وإذا كان عدد أسنان مسنن الخرج أقل من عدد أسنان مسنن الدخل، فإن السلسلة تخفض عزم الدخل.
إذا كان مسنن الخرج لسلسلة مسننات يدور ببطء أشد من مسنن الدخل، فإن سلسلة المسننات تسمى عندها مخفض سرعة. في هذه الحالة، ولأن مسنن الخرج يجب أن يمتلك أسنانًا أكثر من مسنن الدخل، يضخم مخفض السرعة عزم الدخل.

## التحليل باستخدام العمل الافتراضي
لأجل هذا التحليل، ندرس سلسلة مسننات لها درجة طلاقة (درجة حرية) واحدة، ما يعني أن الدوران الزاوي لكل المسننات في سلسلة المسننات يمكن تعريفها بزاوية مسنن الدخل.
يعرف حجم المسننات والتتابع الذي تتعشق وفقه نسبة السرعة الزاوية ωA لمسنن الدخل إلى السرعة الزاوية ωB لمسنن الخرج، والتي تعرف باسم نسبة السرع أو النسبة المسننية، لسلسلة المسننات. لتكن R نسبة السرع، عندها يكون:
{\displaystyle {\frac {\omega _{A}}{\omega _{B}}}=R.}
يحول عزم الدخل TA المطبق على مسنن الدخل GA عبر سلسلة المسننات إلى عزم الخرج TB المطبق من قبل مسنن الخرج GB. إذا افترضنا أن المسننات جاسئة ولا يوجد ضياعات في تعشيق أسنان المسننات، يمكن عندها استخدام مبدأ العمل الافتراضي لتحليل التوازن السكوني للسلسلة المسننية.
لتكن الزاوية θ الخاصة بمسنن الدخل الإحداثية المعممة لسلسلة المسننات، عندها تعرف نسبة السرع R الخاصة بسلسلة المسننات السرعة الزاوية لمسنن الخرج بعلاقة ترتبط بمسنن الدخل:
{\displaystyle \omega _{A}=\omega ,\quad \omega _{B}=\omega /R.\!}
ينتج عن معادلة القوة المعممة المحصلة من مبدأ العمل الافتراضي بتطبيق العزوم ما يلي:
{\displaystyle F_{\theta }=T_{A}{\frac {\partial \omega _{A}}{\partial \omega }}-T_{B}{\frac {\partial \omega _{B}}{\partial \omega }}=T_{A}-T_{B}/R=0.}
الربح الميكانيكي لسلسلة المسننات هو نسبة عزم الخرج TB إلى عزم الدخل TA، وينتج عن العلاقة السابقة:
{\displaystyle \mathrm {MA} ={\frac {T_{B}}{T_{A}}}=R.}
تحدد نسبة السرعة لسلسلة المسننات أيضًا ربحها الميكانيكي. يظهر هذا أنه إذا كان مسنن الدخل يدور أسرع من مسنن الخرج، فإن سلسلة المسننات تضخم عزم الدخل. وإذا كان مسنن الدخل يدور أبطأ من مسنن الخرج، فإن سلسلة المسننات تخفض عزم الدخل.

## مسننات التخفيض المضاعف
يتكون مسنن التخفيض المضاعف من زوجين من المسننات، كتخفيض وحيد، في سلسلة. في الرسم، المسنن الأحمر والأزرق يشكلان المرحلة الأولى من التخفيض والمسننات البرتقالي والأخضر يشكلان المرحلة الثانية من التخفيض. التخفيض الكلي هو جداء المرحلة الأولى من التخفيض بالمرحلة الثانية من التخفيض.
من الضروري امتلاك مسننين متزاوجين، من حجمين مختلفين، على عمود إدارة وسيط. عند استخدام مسنن وسيط وحيد، تكون النسبة الكلية ببساطة هي النسبة بين المسننين الأول والأخير، المسنن الوسيط سيؤدي دور مسنن عاكس وسيط وحسب: يعكس اتجاه الدوران دون تغيير النسبة.